# Цирцеи
Цирцеи (лат. Circei) — античный город в Италии. Располагался на Цирцейском мысе в Лации, первоначально был римской колонией с латинским правом, после 89 года до н. э. стал муниципием Помптинской трибы.
Город был основан, по преданию, ещё в царский период, но Диодор Сицилийский датирует его основание 393 годом до н. э. В середине IV века до н. э. Цирцеи стояли на стороне вольсков против Рима. Во время Второй пунической войны они отказались предоставить Риму вспомогательные войска.
Благодаря живописному местоположению окрестности города были застроены богатыми виллами, но из-за отдаленности от главных путей сообщения Цирцеи не имели политического значения.